# Congo aux Jeux olympiques d'été de 2016
La république du Congo participe aux Jeux olympiques d'été de 2016 à Rio de Janeiro au Brésil du 5 août au 21 août. Il s'agit de sa 12e participation à des Jeux d'été.

## Athlétisme

### Homme

#### Concours
| Athlètes      | Compétitions    | Série    | Série | Finale   | Finale |
| ------------- | --------------- | -------- | ----- | -------- | ------ |
| Athlètes      | Compétitions    | Résultat | Rang  | Résultat | Rang   |
| Franck Elemba | Lancer du poids | 20,45 m  | 11e   | 21,20 m  | 4e     |

### Femme

#### Course
| Athlètes       | Compétitions | Tour Préliminaire | Tour Préliminaire | Série | Série | Demi-Finales | Demi-Finales | Finale  | Finale  |
| -------------- | ------------ | ----------------- | ----------------- | ----- | ----- | ------------ | ------------ | ------- | ------- |
| Athlètes       | Compétitions | Temps             | Rang              | Temps | Rang  | Temps        | Rang         | Temps   | Rang    |
| Cecilia Bouele | 100 mètres   | 11.98             | 2e                | 12.18 | 8e    | Eliminé      | Eliminé      | Eliminé | Eliminé |
|                |              |                   |                   |       |       |              |              |         |         |

## Boxe
| Forel Nzalamou Malonga | Super-léger | Battu par Gaibnazarov ko | non qualifié |